# Кота-Кінабалу
Кота-Кінабалу (раніше відоме як Джеселтон (англ. Jesselton), малай. Kota Kinabalu) — місто в Малайзії, столиця штату Сабаг.

## Загальні відомості
Місто розташоване у північно-західній частині острова Борнео на узбережжі Південно-Китайського моря. Поруч з містом розташований національний парк «The Tunku Abdul Rahman National Park», з іншого боку — гора Кінабалу, яка і дала назву місту. Це найбільше місто в Сабагу і 6-е за чисельністю в Малайзії.
Кота-Кінабалу також відоме як K.K.. Це основний туристичний напрямок і популярне місце для мандрівників, які відвідують Сабаг і Борнео. Парк «Kinabalu National Park» простягається на 90 кілометрів від міста, тут є безліч туристичних атракціонів. Кота-Кінабалу також один з промислових і комерційних центрів східної Малайзії. Ці два фактори зіграли роль у тому, що місто є одним з найбільш швидкозростаючих міст Малайзії.

## Історія

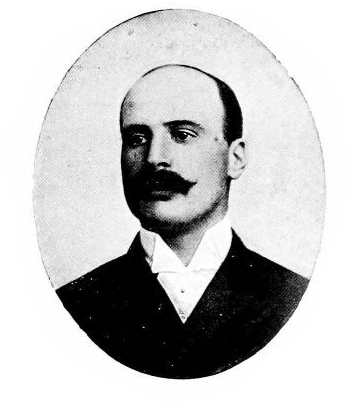
Сер Чарльз Джесел, заступник голови BNBC, на честь якого місто і було назване.

Наприкінці 1800-х років Британська компанія Північного Борнео (BNBC) приступила до створення колоній по всьому Північному Борнео. У 1882 році компанія заснувала невелике селище в районі, відомому як Gaya Bay (затока Гая), який вже був населений людьми етнічної групи баджо, або ж баджао (Bajau). Перше поселення було на острові Гая. У 1897 році це перше поселення було спалене і знищене корінним борцем за свободу баджао Метом Саллехом (Mat Salleh).
Після знищення компанія вирішила перенести поселення на материк біля затоки Gantian Bay (нині Sepanggar Bay) в 1898 році. Однак, місце виявилося непридатним. У 1899 році комісар Генрі Вокер визначив нове місце як заміну. Це рибальське селище називалось Api-Api (Апі-Апі) і було обране через свою близькість до залізниці Північного Борнео та природного порту, який мав до 24 футів глибини і був захищений від вітру. Цей новий адміністративний центр був перейменований на Джеселтон на честь сера Чарльза Джесела, віце-голови компанії.

## Панорама

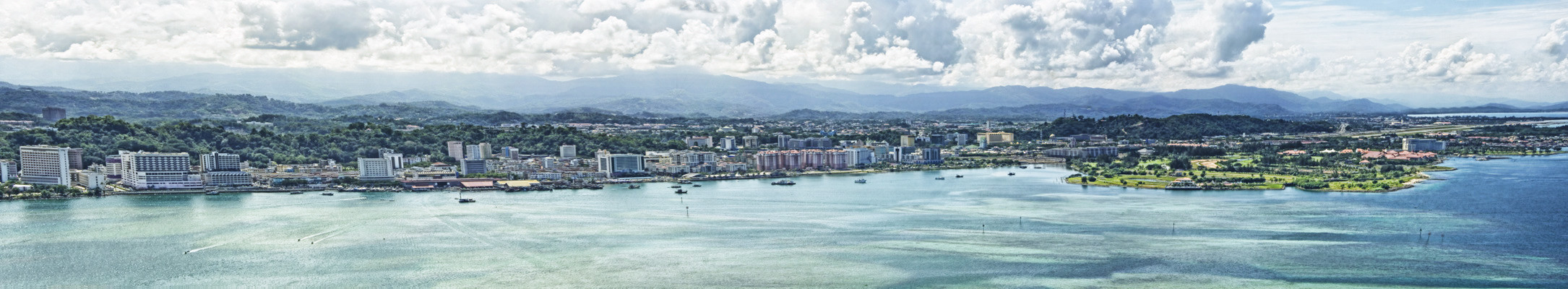
Панорама узбережжя Кота-Кінабалу

## Географія

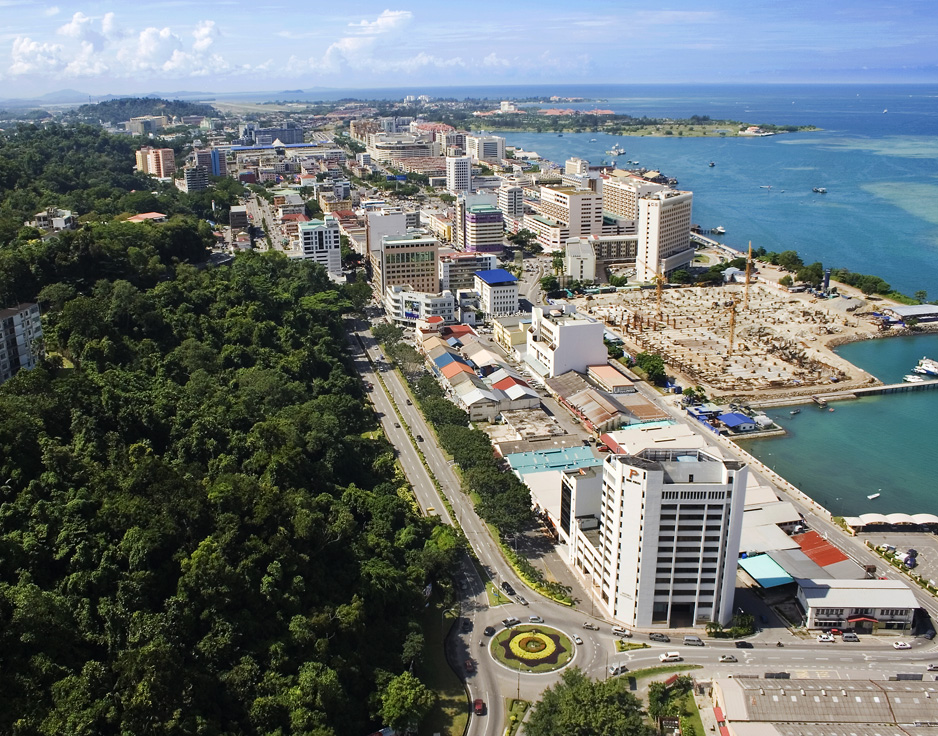
Вид на місто з висоти пташиного польоту

Місто розташоване на вузькій рівнині між Крокер-Рейндж на сході і Південно-Китайським морем на заході. Уздовж міста також розташовані його 6 островів. Найбільший — Гая, місце першої британської колонії. На ньому проживає близько 8000 чоловік. Менші острови, в основному безлюдні, називаються Сапі, Манукан, Сулуг, Мамутік і Сепангар і розташовані північніше. Острів Сепангар розташований північніше національного парку, навпроти затоки Сепангар.

## Міста-побратими
- — Йон'ін, Південна Корея.
- — Ратчабурі , Таїланд.
- — City of Rockingham, Західна Австралія, Австралія.
- — Владивосток, Росія.
- — Хеюань, Китай.